# École consulaire
Une école consulaire est, en France, une école dépendant d'une chambre de commerce et d'industrie.

## Statut
Le statut d'« établissement d’enseignement supérieur consulaire » (EESC) est créé par la loi no 2014-1545 du 20 décembre 2014 relative à la simplification de la vie des entreprises et portant diverses dispositions de simplification et de clarification du droit et des procédures administratives. Ces établissements ont le statut de personne morale de droit privé régie par les dispositions législatives applicables aux sociétés anonymes avec certaines adaptations. Les chambres de commerce et d'industrie confèrent à leurs établissements l’autonomie nécessaire à leur développement. Cette autonomie doit également être financière, l’activité de formation ayant vocation à bénéficier d’une part réduite de financement par la taxe pour frais de chambres,.
Ce statut est relativement spécifique de la France, les grandes écoles à l'international sont souvent rattachées à des universités qui ont des grands moyens et peuvent facilement amortir les chocs économiques.

## Listes des écoles consulaires
En 2024, le réseau des CCI gère 158 écoles supérieures et 16 grandes écoles formant ainsi 80 000 étudiants chaque année dans les écoles consulaires.

### Aix-Marseille-Provence
La chambre de commerce et d'industrie Aix-Marseille-Provence :
- Institut supérieur du bâtiment et des travaux publics

### Amiens-Picardie
La chambre de commerce et d'industrie d'Amiens-Picardie admet pour seule école consulaire l'UniLaSalle Amiens, anciennement « École supérieure d'ingénieurs en électronique et électrotechnique d'Amiens » (ESIEE Amiens).

### Bayonne Pays basque
La chambre de commerce et d'industrie de Bayonne Pays basque :
- École supérieure des technologies industrielles avancées (Estia)

### Bordeaux Gironde
La chambre de commerce et d'industrie Bordeaux Gironde :
- Campus du lac (anciennement Institut consulaire de formation en alternance ICFA)
- Institut du design et d'aménagement d'espaces (IDAE)

### Cher
La chambre de commerce et d'industrie du Cher :
- École supérieure des techniques appliquées de la communication (Estacom)

### Dordogne
La chambre de commerce et d'industrie de la Dordogne :
- École de Savignac

### Grenoble
La chambre de commerce et d'industrie de Grenoble :
- Grenoble École de management
- Institut des métiers et des techniques (IMT)

### Limoges et la Haute-Vienne
La chambre de commerce et d'industrie de Limoges et de la Haute-Vienne :
- Institut d'ingénierie informatique de Limoges (3IL)
- Institut supérieur de formation à la gestion du personnel (Isfogep)

### Lyon
La chambre de commerce et d'industrie de Lyon :
- EM LYON
- EKLYA School of Business
- ESMAE Lyon

### Nièvre
La chambre de commerce et d'industrie de la Nièvre :
- Campus Numérique de Nevers
- École Supérieure de Marketing (Digisup)
- École Supérieure d’Informatique (cs2i Bourgogne)

### Paris Île-de-France
Le Groupe éducatif de la Chambre de commerce et d’industrie de région Paris Ile-de-France, CCI Paris Ile-de-France Éducation, comprend 14 écoles qui dispensent 500 formations dont « le trio de tête des écoles de commerce : HEC Paris, ESSEC Business School et ESCP Business School ».
- CFA des Sciences, en partenariat avec Sorbonne Université
- ESCP Business School, anciennement École supérieure de commerce de Paris
- ESIEE Paris, l’école de l’innovation technologique, membre fondateur de l’Université Gustave Eiffel
- ESIEE-IT, l’école de l’expertise numérique, née en 2021 du regroupement des programmes d’informatique d’ITESCIA et du CFI, de robotique-électronique du CFI et de la formation d’ingénieurs d’ESIEE Paris à Cergy-Pontoise
- ESSEC Business School, l’école supérieure des sciences économiques et commerciales
- Faculté des métiers de l’Essonne (FDME), créée conjointement par la Chambre de commerce et d'industrie de l'Essonne et la Chambre de métiers et de l'artisanat de l'Essonne
- École Ferrandi Paris, l’école de la gastronomie et du management hôtelier
- École Gobelins, l’école de l'image
- HEC Paris, l’école des hautes études commerciales de Paris
- ISIPCA, l’école des métiers de l’industrie du parfum, de la cosmétique et de l’aromatique alimentaire
- La Fabrique, l’école des métiers de la mode et de la décoration
- LÉA-CFI, l’école de la ville de demain, née du rapprochement en 2021 de L’ÉA, l’école des éco-activité et du CFI, l’école connectée au futur de l’industrie
- SUP de V, créée en 2021, regroupant les programmes dans le domaine des métiers de la vente, du management, de la gestion et des ressources humaines de Sup de Vente, Essym, Gescia, de l’IFA Chauvin, d’ITESCA et de L’ÉA. L’école est notamment partenaire de l’École supérieure des métiers des agences d’emploi, ESMAE, et de l'ESI, l’école supérieure de l'immobilier de la FNAIM
- UTEC, centre de formation multidisciplinaire de la CCI Seine-et-Marne

Évolutions depuis 2017 :
- Novancia Business School Paris, anciennement Advancia-Négocia, école fermée en 2019, certains programmes ayant été repris par Sup de Vente-Essym, d’autres par LA FABRIQUE
- CFA UPMC, aujourd’hui devenu le CFA des Sciences
- CFI, l’école connectée au futur de l’industrie, aujourd’hui intégrée à LÉA-CFI et ESIEE-IT
- ESCP Europe, aujourd’hui renommée ESCP Business School
- GESCIA, aujourd’hui intégrée à SUP de V
- IFA Chauvin, aujourd’hui intégrée à SUP de V
- ITESCIA, aujourd’hui intégrée à ESIEE-IT et SUP de V
- IFA Dolorozoy, l’Institut de formation par alternance de Montigny-le-Bretonneux, aujourd’hui intégré à ESIEE-IT et SUP de V
- L’Institut de l’hôtellerie et des arts culinaires (INHAC), aujourd’hui intégré à FERRANDI Paris
- L’Institut du tertiaire, du développement durable et de l’écoconstruction (ITEDEC), aujourd’hui intégré à LÉA-CFI
- L’ÉA, aujourd’hui intégrée à LÉA-CFI
- Tecomah, aujourd’hui intégré à LÉA-CFI

### Pays de la Loire
- Audencia (anciennement « École supérieure de commerce de Nantes »), gérée par le conseil municipal de Nantes et la chambre de commerce et d'industrie de Nantes et de Saint-Nazaire.

### Rouen
La chambre de commerce et d'industrie de Rouen :
- École supérieure d'ingénieurs en génie électrique (Esigelec)

### Toulouse
La chambre de commerce et d'industrie de Toulouse administre :
- TBS Education (Toulouse Business School)

### Vaucluse
La chambre de commerce et d'industrie de Vaucluse :
- École Hôtelière d'Avignon
- Sud Formation Santé
- Kedge Business School - Campus d'Avignon